# صحيفة الثورة السورية
صحيفة الثورة صحيفة حكومية سورية يومية سياسية شاملة تصدره عن مؤسسة الوحدة للصحافة والطباعة والنشر في العاصمة السورية دمشق ويرأس تحريرها أسعد عبود.